# カリウム-アルゴン法
カリウム-アルゴン法（カリウム-アルゴンほう）は、カリウム40(40K)の放射性崩壊を利用した放射年代測定法の一種。

## 概要
1955年に登場した手法で、マグマに含まれている放射性元素「カリウム40」(40K)は、約13億年の半減期で放射性崩壊して約89%が「カルシウム40」(40Ca)に約11%が「アルゴン40」(40Ar)という別の元素に変わる。
カリウム40の崩壊
- {\displaystyle {\ce {{}^{40}K{}+{\mathit {e}}^{-}->{}^{40}Ar\ +\gamma }}}{\displaystyle {\rm {(1,505MeV)}}} , {\displaystyle {\rm {\lambda \varepsilon =0,581\cdot 10_{-10}an_{-1}}}}

- {\displaystyle {\ce {{}^{40}{K}-> {}^{40}Ca\ + \beta^-}}} {\displaystyle {\rm {\mbox{(1,311 MeV)}}}} , {\displaystyle {\rm {\lambda \varepsilon =4,962.10_{-10}an_{-1}}}}

こうした変化はマグマの中で常に起きているが、ガスである「アルゴン40」はマグマから抜け出してしまう。しかし火山の噴火などによって地表に出たマグマは冷えて固まる。そうすると「アルゴン40」は岩石の中に閉じ込められ、時間とともにその量を増していく。放射壊変による「カリウム40」の減少のしかた（あるいは「アルゴン40」の増加のしかた）は方程式であらわされている。
- 方程式

{\displaystyle t={\frac {t_{\frac {1}{2}}}{\ln(2)}}\ln \left({\frac {K_{f}+{\frac {Ar_{f}}{0.109}}}{K_{f}}}\right)}
この方程式を積分することによって、マグマが結晶化した時点から現在までの時間にどれだけ「アルゴン40」が増えたかが予測される。これと観測された「アルゴン40」の量とを比べれば、マグマが固化してから現在までの経過時間がわかる。

## 誤差
大気中アルゴンの混入や試料の変質により、実年代と見かけ上の年代に誤差が生じる。例えば試料が長石類の場合、炭酸塩化、絹雲母化、粘土化などの弱い熱水変質を受けるとカリウムが減少し、実際の年代より古い年代が導き出されることがある。
この欠点を持つカリウム-アルゴン法に代わり、アルゴン - アルゴン法が開発された。